# Оре (кантон)
Оре (фр. Auray) — кантон во Франции, находится в регионе Бретань, департамент Морбиан. Входит в состав округа Лорьян.

## История
До 2015 года в состав кантона входили коммуны Боно, Крак, Локмарьякер, Оре, Плугумлен, Плюмергат, Плюнрет, Сен-Филибер и Сент-Анн-д’Оре.
В результате реформы 2015 года состав кантона был изменен: коммуны Боно и Плугумлен перешли в кантон Ван-2.

## Состав кантона с 22 марта 2015 года
В состав кантона входят коммуны (население по данным Национального института статистики за 2019 г.):
- Крак (3 285 чел.)
- Локмарьякер (1 600 чел.)
- Оре (12 771 чел.)
- Плюмергат (3 774 чел.)
- Плюнрет (5 246 чел.)
- Сен-Филибер (1 612 чел.)
- Сент-Анн-д’Оре (2 576 чел.)

## Политика
На президентских выборах 2022 г. жители кантона отдали в 1-м туре Эмманюэлю Макрону 34,3 % голосов против 19,2 % у Марин Ле Пен и 18,4 % у Жана-Люка Меланшона; во 2-м туре в кантоне победил Макрон, получивший 66,5 % голосов. (2017 год. 1 тур: Эмманюэль Макрон – 28,1 %, Франсуа Фийон – 23,8 %, Жан-Люк Меланшон – 16,3 %, Марин Ле Пен – 15,6 %; 2 тур: Макрон – 74,0 %. 2012 год. 1 тур: Николя Саркози — 31,1 %, Франсуа Олланд — 26,6 %, Марин Ле Пен — 14,8 %; 2 тур: Саркози — 51,7 %).
С 2015 года кантон в Совете департамента Морбиан представляют бывший мэр коммуны Плюмергат Мишель Жалю (Michel Jalu) и Мари-Жозе Ле Бретон (Marie-José Le Breton) (оба — Разные правые).
|                | Кандидаты                          | Партия           | Первый тур | Первый тур     | Второй тур | Второй тур |
| Кол-во голосов | Кандидаты                          | Партия           | % голосов  | Кол-во голосов | % голосов  |            |
| -------------- | ---------------------------------- | ---------------- | ---------- | -------------- | ---------- | ---------- |
|                | Мишель Жалю Мари-Жозе Ле Бретон    | Разные правые    | 4 495      | 53,08          | 5 476      | 60,99      |
|                | Кати Вержер Пьер Ле Скуарнек       | Разные левые     | 2 707      | 31,96          | 3 503      | 39,01      |
|                | Од-Шарлотта Безьё Мартьяль Ле Буль | Разные центристы | 734        | 8,67           |            |            |
|                | Тиффен Барген Ксавье Коёр-Жолли    | Регионалисты     | 533        | 6,29           |            |            |

|                | Кандидаты                       | Партия                  | Первый тур | Первый тур     | Второй тур | Второй тур |
| Кол-во голосов | Кандидаты                       | Партия                  | % голосов  | Кол-во голосов | % голосов  |            |
| -------------- | ------------------------------- | ----------------------- | ---------- | -------------- | ---------- | ---------- |
|                | Мишель Жалю Мари-Жозе Ле Бретон | Правый блок             | 5 153      | 42,47          | 6 862      | 62,57      |
|                | Мартин Гийа Ги Руссель          | Левый блок              | 2 789      | 22,99          | 4 105      | 37,43      |
|                | Одиль Геленек Ролан Тома        | Национальный фронт      | 2 194      | 18,08          |            |            |
|                | Лоран Дюбуа Анн Ле Галь         | Европа Экология Зелёные | 789        | 6,50           |            |            |
|                | Вероник Кокий Жак Мадек         | Прочие                  | 658        | 5,42           |            |            |
|                | Мишель Кутюрье Фредерик Полик   | Левый фронт             | 549        | 4,53           |            |            |